# Vitanova
Vitanova (1899-től Vidháza, szlovákul Vitanová) község Szlovákiában, a Zsolnai kerületben, a Turdossini járásban.

## Fekvése
Trsztenától 10 km-re keletre, az Oravica-patak partján fekszik.

## Története
1550-ben alapították a vlach jog alapján, ekkor „Vitanova” néven említik először. Az árvai uradalomhoz tartozott. Határában a 17. században vasércet bányásztak. 1626-ban mintegy 170 lakosa volt. 1683-ban lengyel és litván hadak pusztították el, többször szenvedett árvíztől is. 1715-ben 170 lakosa volt. 1770-ben már 319-en éltek a településen.
A 18. század végén Vályi András így ír róla: „VITANOVA. Tót falu Árva Várm. földes Ura a’ Királyi Kamara, lakosai katolikusok, fekszik Tersztenához 1 1/4 órányira, Oravicza vize mellett; határja 3 nyomásbéli, termékeny, de nagy viszontagságoknak vagyon kitéve, mivel a’ Kárpát hegyéről sebesen leomladozó vizek, és zivatarok nem tsak vetéseiket semmivé teszik néha, hanem szántóföldgyeiket is nagyon rongállyák.”
1828-ban 145 házában 823 lakos élt, akik földműveléssel, állattartással foglalkoztak, de fejlett volt a háziipar is. Fűrésztelepei, posztószövő kallómalmai voltak.
Fényes Elek 1851-ben kiadott geográfiai szótárában így ír a faluról: „Vittanova, tót f. Árva vm. a gallicziai határszélen: 810 kath., 10 zsidó lak. Földje felette sovány. Van fűrészmalma, falerakó helye, s 46 4/8 sessioja. Gyolcscsal is kereskedik. F. u. az árvai uradalom. Ut. p. Rosenberg.”
1899-ben nevét „Vidházára” magyarosították. A trianoni diktátumig Árva vármegye Trsztenai járásához tartozott.
A második világháború végén az egész falu leégett, csak néhány kisebb házikó maradt meg belőle.

## Népessége
| Év:            | 1994. | 2004.   | 2014.   | 2024.   |
| -------------- | ----- | ------- | ------- | ------- |
| Emberek száma: | 1187  | 1232    | 1297    | 1319    |
| Eltérés:       |       | +3,79 % | +5,27 % | +1,69 % |

| Év:            | 2023. | 2024.   |
| -------------- | ----- | ------- |
| Emberek száma: | 1314  | 1319    |
| Eltérés:       |       | +0,38 % |

1910-ben 817, túlnyomórészt szlovák lakosa volt.
2001-ben 1225 lakosából 1218 szlovák volt.
2011-ben 1299 lakosából 1249 szlovák.

## Nevezetességei
- Jézus Szentséges Szíve tiszteletére szentelt római katolikus temploma 1938-ban épült.
- A barokk Szent Rókus szobrot 1770-ben készítették.
- A falu Mária-oszlopa népi kőfaragó munka.

## Külső hivatkozások
- E-obce.sk Archiválva 2008. január 3-i dátummal a Wayback Machine-ben
- Községinfó
- Vitanova Szlovákia térképén
- A község az árvai régió turisztikai oldalán